# Франческо Піккарі
Франческо Піккарі (італ. Francesco Piccari; нар. 7 вересня 1979) — колишній італійський тенісист.
Найвищу одиночну позицію світового рейтингу — 233 місце досяг 7 липня 2008, парну — 207 місце — 7 липня 2008 року.

## Титули на челленджерах

### Парний розряд: (1)
| Ранг | Рік  | Турнір         | Покриття | Партнер        | Суперники                       | Рахунок  |
| ---- | ---- | -------------- | -------- | -------------- | ------------------------------- | -------- |
| 1.   | 2007 | Мантуя, Італія | Ґрунт    | Андрій Голубєв | Леонардо Аццаро Марко Груньйола | 6–3, 6–2 |